# Paul Aigner (Maler)
Paul Stefan Aigner (* 23. Mai 1905 in Wien; † 19. Oktober 1984 in Chieming, Bayern) war ein österreichischer Werbegrafiker, Porträtzeichner und Aktkunstmaler. Er ist auch unter dem Künstlernamen „Prof. Paul Aigner“ bekannt und gilt als einer der bedeutendsten Vertreter des deutsch-österreichischen Gebrauchsgrafikdesign der 1940er und 1950er Jahre.

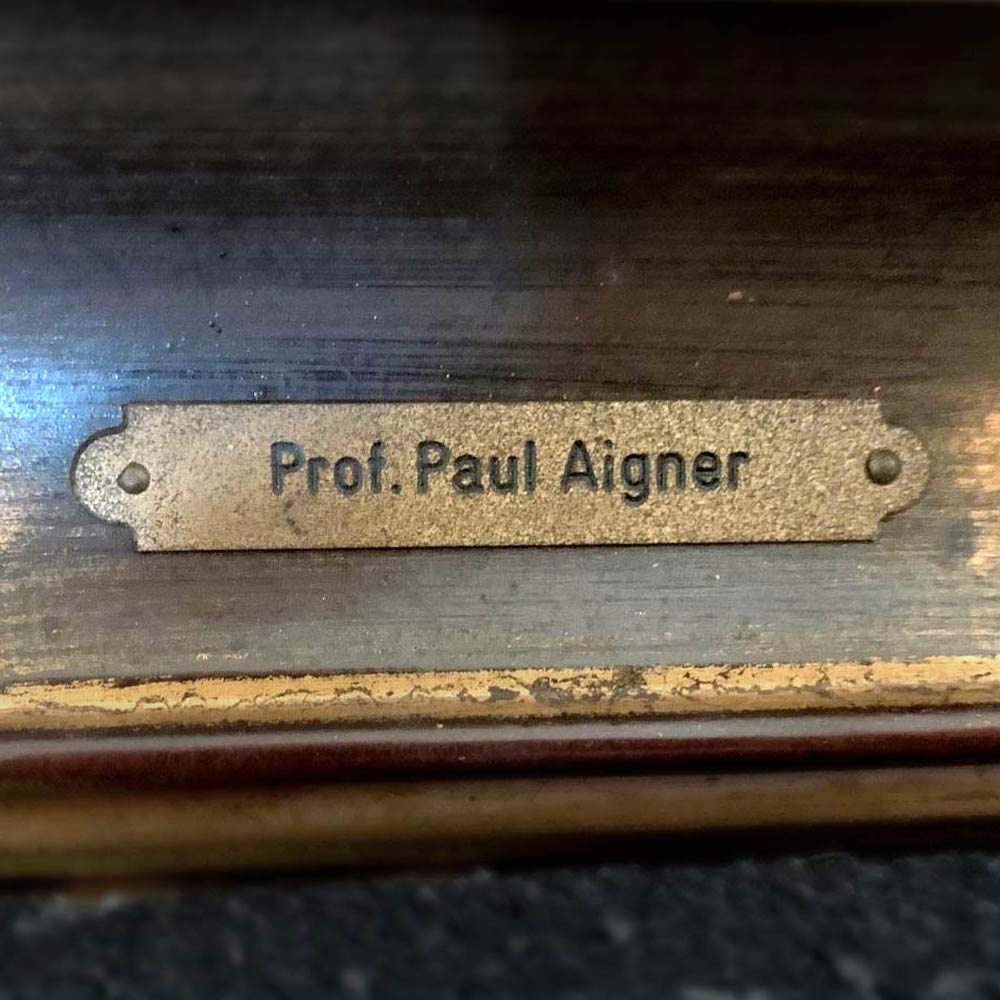
Prof. Paul Aigner Plakette am Rahmen eines Porträt

## Leben und Wirken
Paul Stefan Aigner wuchs als unehelich geborener Sohn einer 25-jährigen Arbeiterin in ärmlichen Verhältnissen in Wien auf. Sein Vater wurde in der Geburtsurkunde nicht erwähnt. Aigner brachte sich in seiner Kindheit und Jugend das Zeichnen autodidaktisch bei und scheiterte zunächst mit seinen Aufnahmegesuchen an verschiedenen österreichischen Kunstschulen, bevor er sich auf Werbegrafiken in Österreich und Deutschland spezialisierte. Er zog in den 1950er Jahren nach Bayern und zeichnete ab den 1960er Jahren Landschaftsbilder, Auftragsporträts und erotische Kunst. Er verstarb nach schwerer Krankheit im Alter von 79 Jahren und wurde in seiner Wahlheimat Chieming am Chiemsee bestattet. Der Grafiker Alfred Proksch verfasste seinen Nachruf.

## Zweiter Weltkrieg und Nachkriegszeit
Aigner entwarf in den 1930er und 1940er Jahren Werbeplakate für die Filmindustrie in Österreich und Deutschland. Er betrachtete sich als unpolitisch und weigerte sich, den vorherrschenden nationalsozialistischen Künstlerverbänden und der NSDAP beizutreten. Er stieß deshalb auf Ablehnung und verlor viele Aufträge. Trotzdem kam er regelmäßig bei Ausschreibungen in die engere Auswahl, erhielt dadurch Bekanntheit und neue Aufträge.
Aigner wurde zum Krieg eingezogen und diente als Obergefreiter an der Ostfront, wo er im Juli 1944 das Verwundetenabzeichen erhielt, bevor er in sowjetische Kriegsgefangenschaft geriet. Dort fertigte er Porträts für sowjetische Offiziere an und erhielt dafür zusätzliche Verpflegung, die er mit seinen Mitgefangenen teilte. Er wurde 1947 nach Österreich entlassen und war zunächst für die Werbung der sich im Wiederaufbau befindenden Tourismusindustrie Österreichs tätig.
Bei Ausschreibungen wurden Aigners Werke oft von der jeweiligen Fachjury abgelehnt, während das Publikum seine Werke bevorzugte. Ihm wurde ein „amerikanisch-naturalistischer Stilwandel“ zugeschrieben, der sich von der bis dahin in Österreich und Deutschland üblichen Gestaltungsweise abhob. Viele seiner Plakate wurden gerade deshalb international beliebt.
1948 und 1949 war Aigner Präsident des Berufsverbands Designaustria. Dem ältesten Verband für Grafikdesign Österreichs.

## Karriere und Karrierewechsel
Während der 1950er Jahre hatte Aigner viele Aufträge aus der Werbebranche und zeichnete bis in die 1960er erotische Illustrationen für Romane und die Jugend-Zeitschrift Bravo. Er entwarf Werbematerial für deutsche und österreichische Parteien und ein Wahlplakat für den zur Wiederwahl stehenden CDU-Kandidaten und Bundeskanzler Konrad Adenauer.

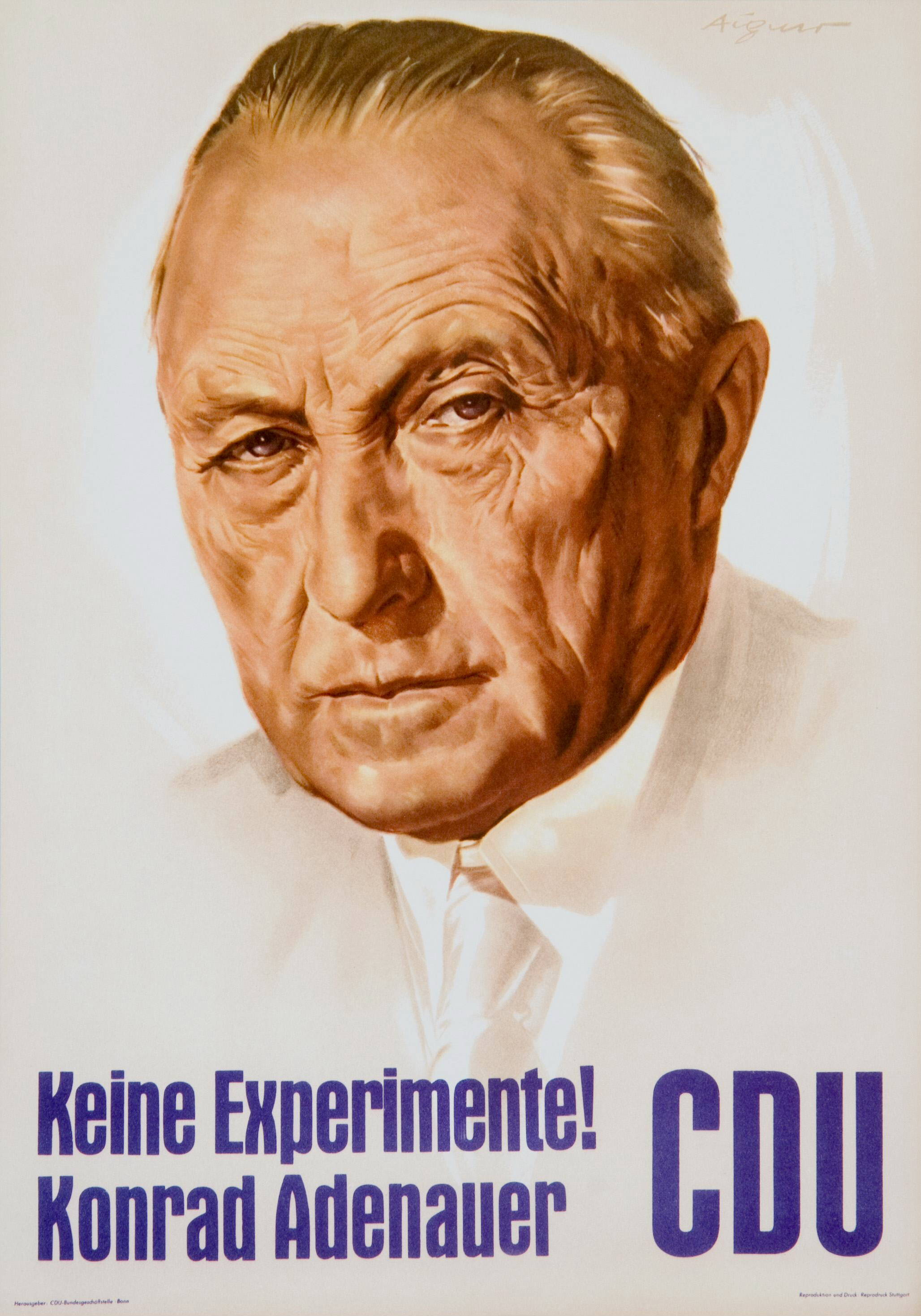
Wahlplakat mit Konrad Adenauer

Ab den 1960er Jahren wechselte die Werbeindustrie auf kostengünstigere Fotografien und Aigner erhielt weniger Aufträge. Er experimentierte mit verschiedenen Kunstformen und Werkstoffen, wechselte zur Ölmalerei und malte bis zu seinem Tod Landschaftsbilder, Auftragsporträts und Aktzeichnungen.

## Werke und Kritik
Aigners Werke erstrecken sich über mehrere Kunstformen. Ein Konvolut aus seinem Nachlass befindet sich in der Österreichischen Nationalbibliothek. Seine früheste erhaltene Arbeit ist ein Kinoplakat von 1931 für den deutschen Film Weekend im Paradies.
Aigners Werbegrafiken sprechen Sammler von Plakatkunst an und erreichten 2023 Auktionspreise über 650 Euro. Die Aktdarstellung „Weibliche Schönheit“ (1977) ist in einer Auflage von 500 Stück als Offset-Lithographie erschienen, existiert mit 5 bekannten Exemplaren auch als Cyan-Farbauszug (1005 × 515 mm) und wurde 2023 in dieser einfarbigen Variante für etwa 1100 Euro versteigert. Aigners Personen- und Landschaftsporträts in Ölfarben befinden sich vorwiegend in Privatbesitz und erzielen Liebhaberpreise.
Im Bezug auf seine Darstellung von Frauen in Werbegrafiken und Aktzeichnungen wurde Aigner überzogene Sexualisierung und „schwülstige Erotik“ vorgeworfen. Sein für jene Zeit zu freizügiges Werbeplakat für Damenstrumpfhosen der Marke Amazone wurde 1951 vom Wiener Jugendamt wegen „unzüchtiger Veröffentlichung“ und für „den Schutz der Jugend gegen sittliche Gefährdung“ verboten.